# Taktična bojna oskrba ponesrečencev
Taktična bojna oskrba ponesrečencev (ponesrečenca, ranjenca, ang. tactical combat casualty care, TCCC, T-triple C ali TC3, v nadaljevanju TCCC) je standard oskrbe v predbolnišnični bojni medicini. Smernice za TCCC se redno posodabljajo s strani Odbora za taktično bojno oskrbo ponesrečencev (CoTCCC), ki je sestavni del oddelka Skupne travmatološke službe (JTS) Agencije za obrambno zdravje (DHA). TCCC je bil zasnovan sredi 90-ih za medicinsko skupnost za specialne operacije. Originalno je dal pobudo za njen razvoj Poveljstvo za posebno vojno mornarstvo (NAVSPECWARCOM) in Iniciativa za medicinsko raziskovanje in razvoj, Poveljstva Združevnih držav za specialne operacije (USSOCOM). TCCC je razvil za bojišče ustrezno in na dokazih temelječo oskrbo žrtev, ki temelji na vzorcih poškodb prejšnjih konfliktov. Prvotni koncept in smernice TCCC so bile objavljene v dodatku vojaške medicine (MMS) leta 1996. Glavni namen TCCC je zmanjšati preprečljivo smrt s sredstvi, ki enoti omogoča, da opravi svojo misijo in hkrati zagotovi najboljšo možno oskrbo ponesrečencev. Večina zavezniških držav uporablja TCCC ali podobne sanitetne standarde.
Vojaška zdravstvena enota Slovenske vojske v svojih programih izobraževanja in usposabljanja poučuje tudi standarde TCCC. Njenih tečajev sanitetne taktike pa se udeležujejo tako pripadniki Slovenske vojske, kot pripadniki Policije.

## Smernice TCCC
Niz smernic TCCC so na realnosti zasnovane najboljše prakse za oskrbo travm na bojišču, katere so bile razvite v več kot 18 letih vojnih konfliktov. Nadzor nad smernicami TCCC zagotavlja Odbor za TCCC (CoTCCC). Smernice se nenehno posodabljajo.
Trenutne smernice TCCC so objavljene na https://deployedmedicine.com/tccc ali na https://jts.amedd.army.mil/index.cfm/committees/cotccc
    Smernice so na voljo tudi na:
        Nacionalno združenje tehnikov nujne medicinske pomoči: http://www.naemt.org/education/TCCC/guidelines_curriculum
        Časopis za medicino posebnih operacij: https://www.jsomonline.org/TCCC.html
        Obrambno zdravstvena agencija: https://www.deployedmedicine.com/market/11
        Zdravniško združenje za posebne operacije: http://www.specialoperationsmedicine.org/Pages/tccc.aspx

## Cilji TCCC
Trije cilji TCCC so zagotoviti reševanje življenja poškodovanemu borcu, omejiti tveganje nadaljnjih žrtev in pomagati enoti pri doseganju uspešnosti misije.
- Zdraviti poškodovane borce
- Omejitev tveganja za nadaljnje žrtve
- Doseči uspeh na misiji

## Faze bojne oskrbe
Oskrba pod ognjem (ang. care under fire, v nadaljevanju CUF)
Za CUF je značilno, da se oskrbuje ponesrečenca, ki je še vedno pod učinkovitim ognjem. V tem primeru je prvi ukrep vrnitev ognja in zavetje, saj je ognjena superiornost nad sovražnikom najboljše zdravilo. Če je možno naj ogenj vrača tudi sam ponesrečenec. Ko je sovražnik potlačen, se lahko ponesrečenec sam ali s pomočjo bolničarja oz. kolega premakne v zaklon ali bolj varen položaj. Edino zdravljenje opravljeno v CUF je zaustavitev življenjsko ogrožajočih krvavitev na ekstremitetah. Slednje se lahko zaustavljajo s pomočjo t.i. Esmarch traka. (ang. combat application tourniquet ali C.A.T.). Vse drugo zdravljenje je treba odložiti, dokler se poškodovanec ne premakne v varnejši in prikrit položaj in preide na taktično oskrbo na terenu.
Taktična oskrba na terenu (ang. tactical field care, v nadaljevanju TFC)
Za TFC poskrbijo prvi odzivniki ali predbolnišnično zdravstveno osebje (predvsem bojiščni reševalci, zdravstveni reševalci, bolničarji ali zdravniki), medtem ko so še vedno v taktičnem okolju. TFC je osredotočen na ocenjevanje in upravljanje z akronimom MARCH. (ang. Massive bleeding, Airway, Respiratory, Circulation, Head to toe exam).
- Massive bleeding oz. masovno krvavitev se zaustavlja z uporabo Esmarh traka (ang. C.A.T.),, hemostatičnih gaz, priklopnih naprav (ang. Junctional Tourniquet application ali J. T. A.) in kompresijskimi obvezami.

- Airway oz. dihalna pot se vzpostavlja s sprostitvijo dihalnih poti (nagnitev glave nazaj), vzstavljanjem nosno žrelnega tubusa ali ustno žrelnega tubosa. Za težje primere pa se za sprostitev dihalne poti uporablja kritiroidotomija (ang. cricothyroidotomy).

- Respiratory oz. dihanje se ocenjuje glede na prisotnost napetostnega pnevmotoraksa ter saniranjem le tega z uporabo igelne dekompresije za lajšanje napetosti in izboljšanja funkcije dihanja.

- Vstavljanje nosno žrelnega tubusa.Circulation oz motnje kroženja se ocenjujejo in obvladujejo z uvedbo intravenskega dostopa, ki mu sledi uporaba traneksaminske kisline (TXA), če so za to ustvarjeni pogoji ter pričetek nadomeščanja tekočin. TCCC spodbuja zgodnjo in vnaprejšnjo uporabo krvi ali krvnih pripravkov, če so le ti na voljo namesto uporabe koloidov. Ter odsvetuje dajanje kristaloidov, kot je običajna fiziološka raztopina (natrijev klorid, NaCl).

- Head to toe exam oz pregled od glave do pet vključuje odkrivanje poškodb glave ali travmatičnih možganskih poškodb in zdravljenje prodorne travme oči, odkrivanje poškodb vratu in hrbtenice, zdravljenje opeklin, zlomov, zvinov in saniranje neživljenjsko nevarnih krvavitev. TCCC spodbuja zgodnjo in agresivno uporabo analgezije (obvladovanje bolečine) na bojišču z uporabo ketamina in / ali peroralnega transmukokoznega fentanila za žrtve z zmernimi do hudimi bolečinami. TCCC spodbuja tudi zgodnje dajanje peroralnih, intravenskih ali intramuskularnih antibiotikov. Preostala oskrba TFC je namenjena ponovni oceni poškodb in intervencij, dokumentaciji oskrbe, sporazumevanju s taktičnim vodstvom in evakuacijskim sredstvom. TFC je vrhunec s pakiranjem poškodovanca za evakuacijo (preprečevanje hipotermije je zgodnja in kritična intervencija za ohranjanje toplote poškodovanih oseb, ne glede na operativno okolje) in nato evakuacijo z razpoložljivimi zračnimi, zemljskimi ali pomorskimi sredstvi.

Taktična evakuacija (ang. tactical evacuation care ali TACEVAC/MEDIVAC)
Taktična evakuacija vključuje iste postopke, kot so opisani v TFC z dodatnim poudarkom na naprednih postopkih, ki jih je že mogoče začeti na poti v zdravstveno ustanovo ali najbližjo poljsko bolnišnico. (Role-1, Role-2). Kadar evakuiramo ponesrečenca z ne medicinskim vozilom ali plovilom v spremstvu bojiščnega reševalca/kolega govorimo o taktični evakuaciji (ang. TACEVAC). Kadar ponesrečenca evakuiramo z medicinskim vozilom ali plovilom v spremstvu medicinskega osebja pa govorimo o medicinski evakuaciji (ang. MEDIVAC). 
V vednost naj omenim, da oseba, ki je prišla na kraj nezgode/incidenta prva ne sme nikoli predati ponesrečenca v oskrbo manj usposobljeni osebi, kot je sama.